# Jan Obermayer
Jan Obermayer, nebo též Jan Farmer Obermajer (* 26. října 1944) je český hudebník od roku 1980 žijící v Německu. Byl členem skupin Sputnici, Komety, The Matadors, George and Beatovens. Po odchodu do Německa byl členem skupiny Jan & Ingo. V roce 2010 vyšla autobiografická kniha Zlatý důl vzpomínek, kterou spolu s Obermayerem napsal PhDr. Jaroslav Císař. V roce 2007 spolupracoval se skupinou Blue Effect, se kterou nahrál koncertní album Live a DVD Live & Life 1966–2008.